# William J. Lewis
William J. Lewis (* 4. Juli 1766 im Augusta County, Colony of Virginia; † 1. November 1828 bei Lynchburg, Virginia) war ein US-amerikanischer Politiker. Zwischen 1817 und 1819 vertrat er den Bundesstaat Virginia im US-Repräsentantenhaus. 

## Werdegang
William Lewis besuchte die öffentlichen Schulen seiner Heimat. Ab dem Jahr 1800 begann er mit dem Aufbau seiner Plantage Mount Athos nahe Lynchburg, die er sein Leben lang bewirtschaftete. Gleichzeitig schlug er als Mitglied der Demokratisch-Republikanischen Partei eine politische Laufbahn ein. Er saß einige Jahre im Abgeordnetenhaus von Virginia.
Bei den Kongresswahlen des Jahres 1816 wurde Lewis im 15. Wahlbezirk von Virginia in das US-Repräsentantenhaus in Washington, D.C. gewählt, wo er am 4. März 1817 die Nachfolge von John Kerr antrat. Bis zum 3. März 1819 konnte er eine Legislaturperiode im Kongress absolvieren. Nach dem Ende seiner Zeit im US-Repräsentantenhaus betätigte sich Lewis wieder auf seiner Plantage Mount Athos, wo er am 1. November 1828 starb.